# Liste d'élections en 1821
Chronologie des élections
- 1817
- 1818
- 1819
- 1820
- 1821
- 1822
- 1823
- 1824
- 1825

Cet article recense les élections organisées durant l'année 1821.

Dans les années 1820, seuls le Royaume-Uni, les États-Unis, la France, la Norvège, l'Espagne (brièvement) et le Portugal procèdent à des élections nationales régulières. Tous appliquent le suffrage censitaire masculin, à l'exception de l'Espagne et du Portugal qui appliquent le suffrage universel masculin. 

## Élections nationales en 1821
| Date                          | État       | Élection ou référendum                    | Contexte | Résultat |
| ----------------------------- | ---------- | ----------------------------------------- | -------- | --- |
| mai 1820 - 14 février 1821    | Norvège    | Législatives (en)                         |          | Il n'existe pas de partis politiques. Tous les élus siègent sans étiquette.                                                                                                 |
| 3 juillet 1820 - 10 août 1821 | États-Unis | Législatives (chambre (en) et sénat (en)) |          | Le Parti républicain-démocrate (antifédéraliste, républicain (en)), du président James Monroe, conserve sa majorité écrasante des sièges dans les deux chambres du Congrès. |

## Élections en subdivisions nationales en 1821
Cette section concerne les élections législatives dans un État fédéré, une subdivision territoriale ou une colonie d'un État souverain, ainsi que leurs principaux référendums.
| Date                   | Subdivision             | État                     | Élection ou référendum | Contexte | Résultat |
| ---------------------- | ----------------------- | ------------------------ | ---------------------- | -------- | --- |
| 1818 - 20 février 1821 | Schwarzbourg-Rudolstadt | Confédération germanique | Législatives (de)      |          | Cette section est vide, insuffisamment détaillée ou incomplète. Votre aide est la bienvenue ! Comment faire ? |
| 1er mars               | Saxe-Cobourg-Saalfeld   | Confédération germanique | Législatives (de)      |          | Cette section est vide, insuffisamment détaillée ou incomplète. Votre aide est la bienvenue ! Comment faire ? |